# Hasheem Thabeet
Hasheem Thabeet, nato Hashim Thabit Manka (Dar es Salaam, 16 febbraio 1987), è un cestista tanzaniano.

## Carriera
Nell'aprile 2009 decide di rinunciare alla sua stagione da senior per rendersi eleggibile al Draft NBA 2009. Viene selezionato con la 2ª scelta assoluta dai Memphis Grizzlies diventando il primo giocatore NBA tanzaniano.
Il 10 novembre seguente, durante una partita contro i Portland Trail Blazers, si frattura la mascella rimanendo fuori per due settimane. Il 13 dicembre 2009 mette a segno un season-high di 5 stoppate. Il 25 febbraio 2010 i Grizzlies annunciano di aver inviato il giocatore in D-League. È stato assegnato ai Dakota Wizards, la filiale del Dakota del Nord dei Grizzlies. Viene richiamato l'8 marzo 2010.
Il 24 febbraio 2011, ultimo giorno di mercato NBA, viene ceduto insieme a una scelta al primo turno agli Houston Rockets in cambio di Shane Battier. È proprio ai Rockets che Hasheem diventa noto come Hasheem "The Dream" Thabeet grazie agli allenamenti con il grande Hakeem Olajuwon. Il 21 febbraio 2011 viene nuovamente inviato in D-League, questa volta ai Rio Grande Valley Vipers. Viene richiamato dai Rockets l'11 aprile 2011.
Il 15 marzo 2012 viene ceduto ai Portland Trail Blazers insieme a Jonny Flynn e una scelta al secondo turno in cambio di Marcus Camby.
L'11 luglio 2012, free agent, viene ingaggiato dagli Oklahoma City Thunder. Il 26 novembre 2012, nella vittoria per 114-69 contro gli Charlotte Bobcats, mette a segno la sua prima doppia doppia in carriera, segnando 13 punti (career-high) e 10 rimbalzi.
Il 26 agosto 2014 viene ceduto ai Philadelphia 76ers in cambio di una trade exception ed una seconda scelta al draft 2015, ma viene tagliato il successivo 1º settembre. Il 25 settembre 2014 firma un contratto non garantito con i Detroit Pistons, ma viene tagliato il successivo 20 ottobre.
Il 1º novembre 2014 viene ingaggiato dai Grand Rapids Drive, squadra militante in D-League, come giocatore affiliato dei Pistons.

## Statistiche

### College
| Anno      | Squadra       | PG  | PT | MP   | TC%  | 3P% | TL%  | RP   | AP  | PRP | SP  | PP   |
| --------- | ------------- | --- | -- | ---- | ---- | --- | ---- | ---- | --- | --- | --- | ---- |
| 2006-2007 | UConn Huskies | 31  | 31 | 24,6 | 55,4 | -   | 51,3 | 6,4  | 0,4 | 0,2 | 3,8 | 6,2  |
| 2007-2008 | UConn Huskies | 33  | 32 | 31,0 | 60,3 | -   | 69,8 | 7,9  | 0,4 | 0,3 | 4,5 | 10,5 |
| 2008-2009 | UConn Huskies | 36  | 36 | 31,8 | 64,0 | -   | 62,7 | 10,8 | 0,5 | 0,6 | 4,2 | 13,6 |
| Carriera  | Carriera      | 100 | 99 | 29,3 | 61,1 | -   | 62,5 | 8,5  | 0,4 | 0,4 | 4,2 | 10,3 |

### NBA

#### Regular Season
| Anno      | Squadra             | PG  | PT | MP   | TC%  | 3P% | TL%  | RP  | AP  | PRP | SP  | PP  |
| --------- | ------------------- | --- | -- | ---- | ---- | --- | ---- | --- | --- | --- | --- | --- |
| 2009-2010 | Memphis Grizzlies   | 68  | 13 | 13,0 | 58,8 | 0,0 | 58,1 | 3,6 | 0,2 | 0,2 | 1,3 | 3,1 |
| 2010-2011 | Memphis Grizzlies   | 45  | 0  | 8,2  | 43,6 | 0,0 | 54,3 | 1,7 | 0,1 | 0,2 | 0,3 | 1,2 |
| 2010-2011 | Houston Rockets     | 2   | 0  | 2,0  | 0,0  | 0,0 | 0,0  | 0,0 | 0,0 | 0,0 | 0,5 | 0,0 |
| 2011-2012 | Houston Rockets     | 5   | 0  | 4,6  | 0,0  | 0,0 | 0,0  | 1,4 | 0,0 | 0,0 | 0,4 | 1,2 |
| 2011-2012 | Portland T. Blazers | 15  | 3  | 7,7  | 44,4 | 0,0 | 65,0 | 2,3 | 0,0 | 0,1 | 0,5 | 1,9 |
| 2012-2013 | Oklahoma Thunder    | 66  | 4  | 11,7 | 60,4 | 0,0 | 60,4 | 3,0 | 0,2 | 0,5 | 0,9 | 2,4 |
| 2013-2014 | Oklahoma Thunder    | 23  | 0  | 8,3  | 56,5 | 0,0 | 20,0 | 1,7 | 0,0 | 0,2 | 0,4 | 1,2 |
| Carriera  | Carriera            | 224 | 20 | 10,5 | 56,7 | 0,0 | 57,8 | 2,7 | 0,1 | 0,3 | 0,8 | 2,2 |

#### Play-off
| Anno     | Squadra          | PG | PT | MP  | TC%  | 3P% | TL% | RP  | AP  | PRP | SP  | PP  |
| -------- | ---------------- | -- | -- | --- | ---- | --- | --- | --- | --- | --- | --- | --- |
| 2013     | Oklahoma Thunder | 4  | 0  | 6,5 | 50,0 | 0,0 | 0,0 | 1,5 | 0,0 | 0,3 | 0,0 | 0,5 |
| 2014     | Oklahoma Thunder | 2  | 0  | 3,5 | 0,0  | 0,0 | 0,0 | 0,0 | 0,0 | 0,0 | 0,0 | 0,0 |
| Carriera | Carriera         | 6  | 0  | 5,5 | 50,0 | 0,0 | 0,0 | 1,0 | 0,0 | 0,2 | 0,0 | 0,3 |

## Palmarès
- NCAA AP All-America Second Team (2009)
- All-NBDL All-Defensive Third Team (2015)